# Scindapsus coriaceus
Scindapsus coriaceus  Engl. – gatunek wieloletnich, wiecznie zielonych pnączy z rodziny obrazkowatych, pochodzących z Borneo.